# Christian Awashish
Pour les articles homonymes, voir Awashish.
Christian Awashish, né à Opitciwan au Québec, Canada, est un homme politique atikamekw nehirowisiw. Il est le chef de la bande indienne des Atikamekw d'Opitciwan en Haute-Mauricie au Québec,. 

## Biographie
En 2014, il milite pour l’implantation des scieries sur le territoire d'Opitciwan et pour que les gouvernements offrent une plus grande autonomie dans la gestion forestière et du territoire.
En 2016, Christian Awashish et le conseil de bande proposent d'expulser les trafiquants de drogue hors de la réserve pour une durée de cinq ans. En novembre 2016, plus de 80 % de la communauté votent en faveur de cette proposition.